# Enzo Santarelli
Enzo Santarelli (Ancona, 12 gennaio 1922 – Roma, 3 ottobre 2004) è stato un politico e storico italiano.

## Biografia
Vicino al fascismo di sinistra nell'adolescenza, giovanissimo firmatario del Manifesto della razza, durante la guerra prestava servizio militare a Foggia quando l'8 settembre 1943 fu firmato l'armistizio. Allo sbandamento del suo reggimento, Santarelli si arruolò volontario nel 1º Raggruppamento motorizzato del ricostituito Esercito italiano, combattendo i tedeschi a Mignano Monte Lungo.
Membro del CLN di Ancona per il Partito liberale, nel 1946 aderì al Partito repubblicano e si laureò in Scienze politiche a Firenze con una tesi su Benedetto Croce. Passato al Partito comunista nel 1948, fu candidato, non eletto, nel Fronte popolare. Dal gennaio 1949 passa a dirigere La Rassegna Marchigiana, periodico vocato a promuovere, con interventi di Emilio Sereni, Corrado Maltese e Libero Bigiaretti, fra gli altri, un nuovo tipo di economia agraria e le eccellenze artistiche marchigiane. Nel 1956 fu segretario della Federazione comunista di Ancona e nel 1958 fu eletto alla Camera dei deputati.
Nel 1959 pubblicò Il socialismo anarchico in Italia, dal 1963 diresse la rivista Comune democratico e fu redattore della Rivista storica del socialismo e della Rivista storica dell'anarchismo. Nel 1964 seguirono Le Marche dall'Unità al fascismo e nel 1966 la Storia del movimento e del regime fascista.
Professore di Storia contemporanea all'Università di Urbino, Santarelli continuò le sue ricerche storiche con la Storia sociale del mondo contemporaneo (1982), la biografia di Pietro Nenni (1988), la Storia critica della Repubblica (1996), fino alle ultime opere sul fenomeno del berlusconismo.

## Scritti
- Il problema della libertà politica in Italia. Meditazioni, Pesaro, Federici, 1946
- La rivoluzione femminile, Parma, Guanda, 1950
- Aspetti del movimento operaio nelle Marche, Milano, Feltrinelli, 1956
- Il socialismo anarchico in Italia, Milano, Feltrinelli, 1959
- Radicalismo e integralismo nell'esperienza politica di Romolo Murri, Ancona, Marche nuove, 1959
- Le Marche dall'Unità al fascismo, Roma, Editori Riuniti, 1964
- La revisione del marxismo in Italia, Milano, Feltrinelli, 1964
- L'Italia delle Regioni, Roma, LDC, 1966
- Storia del movimento e del regime fascista, 2 voll., Roma, Editori Riuniti, 1967; 2ª edizione: Storia del fascismo, 3 voll., Roma, Editori Riuniti, 1971
- Dossier sulle regioni, Bari, De Donato, 1970
- Il regionalismo di Giovanni Crocioni, (con Luigi Ambrosoli, Giuseppe Anceschi e Carlo Dionisotti), Firenze, Olschki, 1972 ISBN 88-222-1136-7
- Il fascismo. Testimonianze e giudizi storici, Messina-Firenze, G. D'Anna, 1973
- Il nazifascismo in Europa e la Resistenza, Messina-Firenze, G. D'Anna, 1973
- Fascismo e neofascismo. Studi e problemi di ricerca, Roma, Editori Riuniti, 1974
- Dalla monarchia alla repubblica, Roma, Editori Riuniti, 1974
- Il mondo contemporaneo. Cronologia storica 1870-1974, 2 voll., Roma, Editori Riuniti, 1975
- Movimento operaio e rivoluzione socialista, Urbino, Argalia, 1976
- Dall'Internazionale alla Resistenza. Fotostoria e iconografia, Urbino, AGE, 1977
- Omar Al-Mukhtar e la riconquista fascista della Libia, Milano, Marzorati, 1981
- Storia sociale del mondo contemporaneo. Dalla Comune di Parigi ai nostri giorni, Milano, Feltrinelli, 1982
- Per una alternativa di politica estera, Urbino, Argalìa, 1984
- Pietro Nenni, Torino, UTET, 1988
- Gramsci ritrovato. 1937-1947, Catanzaro, Abramo, 1991
- Imperialismo, socialismo e terzo mondo. Saggi di storia del presente, Urbino, QuattroVenti, 1992
- Vento di destra. Dalla Liberazione a Berlusconi, Roma, Datanews, 1994 ISBN 978-88-7981-068-5
- Storia critica della Repubblica. L'Italia dal 1945 al 1994, Milano, Feltrinelli, 1996
- Profilo del berlusconismo, Roma, Datanews, 2002
- Che Guevara. Il pensiero ribelle, (con Guillermo Almeyra), Firenze, Giunti, 2006 ISBN 978-88-440-3136-7